# Behaltensgrund
Der Behaltensgrund ist ein Begriff aus dem Bereich des Bereicherungsrechts. Er bezeichnet den Rechtsgrund für das „Behaltendürfen“ aufgrund des wirksamen Erwerbs einer Vermögensposition. Der Rechtsgrund beinhaltet die Zuordnung des Gegenstands zum Vermögen des Bereicherten endgültig sein soll, also nicht aufgrund von Schutzrechten des vormaligen Inhabers des Gegenstands rückgängig zu machen ist.
Insbesondere die von Karl Larenz und Claus-Wilhelm Canaris vertretene Ansicht zum Verhältnis von Leistungskondiktion und Nichtleistungskondiktion stellt auf den Behaltensgrund als wesentliches Merkmal der Kondiktionenlehre ab: erwirbt jemand eine Sache oder ein Recht aufgrund einer Rechtsvorschrift, die einen Behaltensgrund darstellt (beispielsweise aufgrund gutgläubigen Erwerbs nach § 932 BGB), so will ihm die Rechtsordnung diesen Gegenstand auf Kosten des vormaligen Eigentümers zuordnen. Er soll die Vermögensmehrung also behalten können. Da der Rechtsgrund, der zum Eigentumserwerb führt, demnach Behaltensgrund ist, ist eine Nichtleistungskondiktion des vormaligen Eigentümers gegen den neuen Eigentümer ausgeschlossen; eine Abwicklung ist nur im Rahmen der bestehenden Leistungsbeziehungen möglich.
Stellt eine Vorschrift keinen Behaltensgrund dar, sondern dient lediglich – ohne die Vermögenslage ändern zu wollen – der Klarstellung der Eigentumsverhältnisse, so kommt eine Abwicklung im Nichtleistungsverhältnis infrage. Ein Beispiel dafür ist der originäre Erwerb des Eigentums an einer Sache durch Verarbeitung nach § 950 BGB: der Verarbeitende erwirbt zwar das Eigentum und darf dieses auch behalten, muss aber den Vermögenszuwachs, den er dadurch erlangt hat, nach § 951 BGB an den vormaligen Eigentümer herausgeben. Er soll den Vermögenszuwachs nicht behalten dürfen, so dass die Vorschrift des § 950 BGB keinen Behaltensgrund darstellt.